# Rassemblement des indépendants sociaux-démocrates
Le Rassemblement des indépendants sociaux-démocrates (RSI) est un parti politique burkinabé dirigé par Alain Bédouma Yoda.

## Histoire
Le parti est officiellement reconnu le 6 janvier 1992 et remporte un seul siège aux élections législatives de mai 1992. En 1996, il fait une fusion avec le nouveau Congrès pour la démocratie et le progrès.